# 에프 엑스 (영화)
《에프 엑스》(영어: F/X 혹은 F/X:Murder by Illusion)는 미국에서 제작된 로버트 맨델 감독의 1986년 액션 스릴러 영화이다. 브라이언 브라운 등이 출연하였고, 도디 알파예드 등이 제작에 참여하였다.
1991년 속편 《에프 엑스 2》(F/X2)가 개봉하였다.

## 출연진
- 브라이언 브라운
- 브라이언 데너히
- 다이앤 버노라
- 클리프 디영
- 메이슨 애덤스
- 제리 오바크
- 조 그리파시
- 트레이 윌슨
- 톰 누넌
- 조시 더구즈먼
- 로스코 오먼
- 마사 게이먼
- 앤절라 배싯

## 기타 제작진
- 배역: 앨릭스 고딘
- 미술: 멜 번
- 의상: 줄리 와이스
- 특수 분장: 칼 풀러턴
- 특수 효과: 존 스티어스